# Zatoka Pagasyjska
Zatoka Pagasyjska (gr. Παγασητικός κόλπος, Pagasitikós kólpos) – okrągła zatoka o głębokości maksymalnej 102 m. Znajduje się w Magnezji (wschodnia Grecja). Jest połączona z Morzem Egejskim wąskim przesmykiem o szerokości 4 km. Głównym portem zatoki jest Wolos.